# Centraalstadion (Moermansk)
Het Centraalstadion is een multifunctioneel stadion in Moermansk, een stad in Rusland. 
Het stadion wordt vooral gebruikt voor voetbalwedstrijden, de voetbalclub FC Sever Murmansk maakt gebruik van dit stadion. In het stadion is plaats voor 15.800 toeschouwers.